# Psyché (divadelní hra)
Psyché je tragédie-ballet od Molièra, kterou vytvořil ve spolupráci s Pierrem Corneillem, Philippem Quinaultem a J. B. Lullym, který vytvořil hudební interméda. Hra měla premiéru 17. ledna 1671. Molière zaznamenal s toutu hrou jeden ze svých největších životních úspěchů a jedná se o jednu z jeho nejlepších her.

## Vznik a první představení
Hra vznikla jako reakce na touhu krále Ludvíka XIV. opět použít divadlo des Tuileries v Tuilerijském paláci. Jednalo se o luxusní divadlo, postavené pro Cavalliho operu Ercole amante (1662), které mohlo pojmout až 7 000 diváků. Jeviště však bylo příliš velké a celková akustika stavby byla špatná (a mluvený projev bylo proto hůře slyšet). Král si také přál, aby byly použity kulisy z Ercole amante, přinejmenším ty, které znázorňovaly Peklo.
Molière neměl čas psát celou hru, a proto si přizval ke spolupráci Pierre Corneilla a Phillippa Quinaulta. Sám napsal prolog, první dějství a začátek druhého a třetího dějství. Zbylé části sepsal Corneille a Quinault sepsal všechny veršované části, které byly následně zhudebněny Lullym. Text byl později adaptován Thomasem Corneillem jako libreto pro Lullyho novou operu Psyché)
Děj byl sepsán podle Proměn (příběh o Amorovi a Psyché) od Lucia Apuleia.
Premiéra se uskutečnila 17. ledna 1671. Celková finanční částka za hru se vyšplhala na 4000 livrů, což je v přepočtu asi 50 000 eur.